# 捷利亚科夫斯基湾
捷利亚科夫斯基湾（俄语：Бухта Теляковского）是彼得大帝湾的海湾，属滨海边疆区哈桑区管辖，在加莫夫半岛和捷利亚科夫斯基角间，深达38米。它的北部属于远东海洋保护区，不对公众开放。2011年8月17日，一名俄罗斯程序员在此游泳被鲨鱼袭击而失去了手臂。